# Giro del Piemonte 1990
Il Giro del Piemonte 1990, settantottesima edizione della corsa, si svolse il 18 ottobre 1990 su un percorso di 190 km. La vittoria fu appannaggio dell'italiano Franco Ballerini, che completò il percorso in 4h22'40", precedendo il francese Dante Rezze ed il danese Kim Andersen.
Sul traguardo di Novara 50 ciclisti, su 198 partiti dalla medesima località, portarono a termine la competizione. 

## Ordine d'arrivo (Top 10)
| Pos. | Corridore         | Squadra               | Tempo    |
| ---- | ----------------- | --------------------- | -------- |
| 1    | Franco Ballerini  | Del Tongo-Rex         | 4h22'40" |
| 2    | Dante Rezze       | R.M.O.-Mavic          | s.t.     |
| 3    | Kim Andersen      | Z                     | s.t.     |
| 4    | Louis De Koning   | Panasonic-Sportlife   | a 7"     |
| 5    | Ron Kiefel        | 7-Eleven-Hoonved      | a 2'33"  |
| 6    | Adri Van Der Poel | Weinmann-SMM          | s.t.     |
| 7    | Steve Bauer       | 7-Eleven-Hoonved      | a 4'16"  |
| 8    | Dominik Krieger   | Helvetia-La Suisse    | a 4'18"  |
| 9    | Marco Lietti      | Ariostea              | a 4'26"  |
| 10   | Dario Rando       | Italbonifica-Navigare | s.t.     |